# M/S Selandia
 Der er for få eller ingen kildehenvisninger i denne artikel, hvilket er et problem. Du kan hjælpe ved at angive troværdige kilder til de påstande, som fremføres i artiklen.

M/S Selandia var et danskbygget passager- og fragtskib, der blev søsat i 1911. Selandia var bestilt af og bygget for ØK af Burmeister & Wain under Ivar Knudsens ledelse i 1911.
Skibet var drevet af dieselmotorer og var ved søsættelsen det indtil da største søgående dieseldrevne skib.
Skibet grundstødte 26. januar 1942 nær Yokohama i Japan. Fire dage senere brækkede skibet i to dele og sank efterfølgende. Det skete nøjagtig på 30-årsdagen for skibets første, tekniske prøvetur.

## Første søgående motorskib?
M/S Selandia er ofte karakteristeret som værende 'verdens første søgående motorskib'. Selandia var utvivlsomt det første velbyggede skib i sin klasse, det mest avancerede (ikke mindst hvad maskinerne angår) og det største søgående diesel-drevne skib da hun søsattes i 1911. Men hun var bestemt ikke verdens første dieseldrevne skib og hun var næppe heller verdens første søgående motorskib. Den hollandske professor Dr D Stapersma, påviste således allerede i april 1996, i en artikel skrevet efter et besøg i Danmark, at 'Vulcanus', et væsentligt mindre hollandsk søgående motorskib var søsat allerede i 1910.
M/S Selandia var det første af foreløbig fire ØK-skibe med navnet Selandia.

## Design
I 15 år, inden Selandia blev søsat, havde B&W eksperimenteret med dieselmotorer. Skibet var det første, der i stedet for en stor osende skorsten kun havde et lille udstødningsrør. ØK havde ved designet af skibet lagt vægt på, at skibet skulle adskille sig væsentligt fra de sædvanlige dampskibe, og derfor var udstødningen 'camoufleret' på bagsiden af agtermasten.
Skibets indretning var også meget anderledes; i stedet for små koøjer, var der store vinduer, højt til loftet, samt elektrisk lys i salonerne.
Undervejs vakte skibet opsigt, og fik ry for at være et 'rent' skib; der var ingen skorstenssod.

## Udmønstring
Selandia gjorde tjeneste for ØK frem til 13. november 1936, hvor skibet blev afhændet til Odd Godager i Oslo, Norge. Her blev navnet ændret til Norseman.
I 1940 blev skibet solgt endnu en gang. Finland-Amerika-linjen købte fartøjet, og omdøbte det til Tornator. Efterfølgende blev det forpagtet bort til et japansk firma, og gik i kystfart ved Japan.